# Anthrax combinatus
Anthrax combinatus är en tvåvingeart som beskrevs av Walker 1857. Anthrax combinatus ingår i släktet Anthrax och familjen svävflugor. Inga underarter finns listade i Catalogue of Life.